# سداسي كلوروبلاتينات البوتاسيوم
سداسي كلوروبلاتينات البوتاسيوم هو مركب كيميائي لفلز البلاتين، وهو ملح البوتاسيوم لحمض كلورو البلاتينيك، وتكتب صيغته على الشكل K2PtCl6. يوجد المركب في الشروط القياسية على شكل صلب بلوري أصفر إلى برتقالي اللون.

## التحضير
يحضر المركب من تفاعل حمض كلورو البلاتينيك، أو كلوريد البلاتين الرباعي، مع كلوريد البوتاسيوم:
{\displaystyle \mathrm {H_{2}[PtCl_{6}]+2\ KCl\longrightarrow K_{2}[PtCl_{6}]\downarrow +2\ HCl} }
{\displaystyle \mathrm {PtCl_{4}+2\ KCl\longrightarrow K_{2}[PtCl_{6}]} }

## الخواص
يوجد المركب في الشروط القياسية على شكل بلورات صلبة صفراء إلى برتقالية، وهي ذات انحلالية جيدة في الماء، لكنها عملياً غير منحلة في الإيثانول.
يتفكك سداسي كلوروبلاتينات البوتاسيوم بالتسخين، ويتفاعل مع هيدروكسيد البوتاسيوم ليعطي المعقد الهيدروكسيدي الموافق، كما يختزَل بواسطة كلوريد النحاس الأحادي إلى رباعي كلوروبلاتينات البوتاسيوم:
{\displaystyle \mathrm {K_{2}[PtCl_{6}]\longrightarrow Pt+2\ KCl+2\ Cl_{2}} }
{\displaystyle \mathrm {K_{2}[PtCl_{6}]+6\ KOH\longrightarrow K_{2}[Pt(OH)_{6}]+6\ KCl} }
{\displaystyle \mathrm {K_{2}[PtCl_{6}]+2\ CuCl\longrightarrow K_{2}[PtCl_{4}]+2\ CuCl_{2}} }

## الاستخدامات
يستخدم سداسي كلوروبلاتينات البوتاسيوم لتحضير المعقدات التناسقية الأخرى للبلاتين.